# Râul Chinteni
Râul Chinteni este un curs de apă, afluent al râului Someșul Mic. 
1. ↑  Geographic Names Server, 11 iunie 2018